# Аделаїда Авагян
Аделаїда Авагян (вірм. Ադելաիդա Հովսեփի Ավագյան; 6 квітня 1924 — 12 травня 2000) — вірменська лікарка, дослідниця й лідер у галузі охорони здоров'я. Також була головою гігієни харчування (нутриціологія лабораторії) в 1969-94 роках в Інституті харчування науки і професійної профілактики захворювань в Єревані, Вірменія. Вона є автором понад 50 наукових статей в журналах СРСР.

## Ранні роки та освіта
Аделаїда Авагян народилася в Єревані, Вірменія, в родині Овсепа Авагяна , фахівця із сільського господарства, і його дружини Маріануш Васильян, вчителя мови. Аделаїда була старшою з чотирьох братів і сестер: Дездемона, Роберта і Есфір. Протягом свого дитинства , Аделаїда часто брала активну участь в щоденному догляді і була зразком для наслідування  своїх молодших братів і сестер. Її мати, високоосвічена вчителька, приділяла багато уваги гарній освіті і заохочувала вивчення декількох мов і наук. Її батько вважав, що кожній дитині повинна бути надана можливість необмеженого розвитку його / її талантів і дарів. Зокрема, сім'я Авагян вірила в кращу освіту для своїх дітей. Всі четверо дітей були знайомі з музичними інструментами і літературою.  Аделаїда Авагян закінчила середню школу Хачатур Абовян в 1941 році за спеціальністю проректор. Потім вона вступила в  Єреванський державний медичний університет.У 1946 році вона закінчила його з відзнакою і отримала професійну ступінь доктора медичної практики.

## Кар'єра і дослідження
Аделаїда Авагян   хотіла підвищити рівень медичної допомоги в  гігієнічній практиці в Вірменії в 1940-х роках і допомогти у поліпшенні громадського здоров'я та загального благополуччя. Вступила до Інституту гігієни харчування в місті Москва , СРСР. Після прийняття вона переїхала в Москву. У 1956 році вона захистила свою першу дисертацію  і стала однією з перших докторів з Вірменії, які отримали докторську підготовку в Москві. Авагян була обрана для поїздки в Індонезію в якості посла, керуючись завданням реорганізації системи охорони здоров'я.  Аделаїда відхилила цю пропозицію, щоб запропонувати свої послуги Вірменії. Вона стала директором лабораторії гігієни харчування в Єревані. Очолюючи кафедру, Авагян також захистила докторську дисертацію в 1976 році, що стало результатом 20 років досліджень в галузі біомедицини. Протягом своєї медичної дослідницької кар'єри вона працювала консультантом для молодих вчених та їх дослідних проектів, одночасно готуючи і публікуючи понад 100 своїх наукових статей в декількох міжнародних журналах. Авагян також дала  численні інтерв'ю в громадських радіо- і телепрограмах, розповідаючи широкій громадськості про небезпеки недоїдання і профілактиці ботулізму при домашньому консервуванні.

## Особисте життя
Авагян вийшла заміж за Артавазда Дзвакеряна, інженера-будівельника в 1962 році. У них народилася дочка Анна в 1963 році. У 1998 році Авагян приєдналася до своєї дочки і її сім'ї в Сполучених Штатах. У 2000 році у Аделаїди був діагностований рак, і через три місяці вона померла. Авагян була похована в меморіальному парку Вільямсбург в Вільямсбург Вірджинія, США.

## Вибрані роботи
- 1959 Москва, Методи харчування для визначення життєдіяльності мікроорганізмів в м'ясних консервах по ферментативним реакціям.
- 1965 Гігієнічна оцінка термічної обробки м'ясних продуктів за допомогою тесту та фосфатазу.
- 1970 Експрес-методи санітарно-бактеріологічної оцінки харчових продуктів - експрес-методи в діагностиці ботулізму.

- 1972 Визначення вторинного бактеріального забруднення м'ясних продуктів за допомогою тесту на наявність кислої фосфатази.